# Värö landskommun
Värö landskommun var en tidigare kommun i  Hallands län. 

## Administrativ historik
När 1862 års kommunalförordningar började gälla inrättades över hela landet cirka 2 400 landskommuner, de flesta bestående av en socken. Därutöver fanns 89 städer och 8 köpingar, som då blev egna kommuner. Denna kommun bildades då i Värö socken i Viske härad i Halland.
Vid kommunreformen 1952 bildade Värö storkommun genom sammanläggning med den tidigare kommunen Stråvalla. År 1971 gick hela området upp i Varbergs kommun. Kommunkoden 1952-1970 var 1327.

### Kyrklig tillhörighet
I kyrkligt hänseende tillhörde kommunen Värö församling. Den 1 januari 1952 tillkom Stråvalla församling.

## Geografi
Värö landskommun omfattade den 1 januari 1952 en areal av 83,06 km², varav 81,87 km² land.

### Tätorter i kommunen 1960
I Värö landskommun fanns tätorten Bua, som hade 448 invånare den 1 november 1960. Tätortsgraden i kommunen var då 17,6 procent.

## Politik

### Mandatfördelning i valen 1938-1966
| 4 | 14 | 7 |

| 24 |

| 6 | 16 | 3 |

| 24 |

| 10 | 12 | 3 |

| 24 |

| 4 | 13 | 11 | 2 |

| 28 |

| 5 | 9 | 12 | 4 |

| 28 |

| 5 | 19 | 6 |

| 27 |

| 7 | 18 | 5 |

| 28 |

| 5 | 19 | 6 |

| 29 |